# Rosemarie La Vaullée
Rosemarie La Vaullée est une actrice française, connue pour son rôle de Sorenza dans Dans un grand vent de fleurs,. Bilingue français et anglais, elle a participé à des productions audiovisuelles françaises et internationales,.

## Biographie

### Jeunesse et formation
À l’adolescence, Rosemarie La Vaullée s'initie au chant et à la danse,,. Après son baccalauréat, elle étudie au Conservatoire du 10e arrondissement de Paris (Hector Berlioz) à Paris et est admise à la classe libre du Cours Florent,.
Rosemarie La Vaullée apparaît dans des publicités et dans plusieurs clips, dont Caché Derrière de Laurent Voulzy et Que mon cœur lâche  de Mylène Farmer, filmé par Luc Besson,,. En 1994, elle est sélectionnée par l’ADAMI pour Talents Cannes 94 et tourne dans Le Petit chat de Xavier Durringer.

### Carrière
La carrière d'actrice de Rosemarie La Vaullée démarre en 1995 avec une apparition dans Le Parasite de Patrick Dewolf,. Après un casting, le réalisateur Gérard Vergez lui confie le rôle principal de sa série Dans un grand vent de fleurs, diffusée sur France 2 pendant l’automne 1996,. Après un succès populaire (7 millions de spectateurs), elle est nommée aux 7 d'or 1997 en tant que Meilleure Comédienne pour le rôle de Sorenza,. Par la suite, elle interprète des rôles principaux et secondaires dans des productions pour la télévision française, des téléfilms, des séries et des productions internationales,,,.
En parallèle, elle prête sa voix à des publicités radio et TV et à des séries documentaires,. Rosemarie La Vaullée est discrète sur sa vie privée, ne répondant aux interviews que pour défendre certains projets dans Vivement Dimanche ou dans Ça se discute. Elle a été invitée à différents événements en tant que membre du jury, notamment au Festival international du film fantastique de Gérardmer et au festival du film méditerranéen de Bastia (Arte Mare),.
En 2022, elle est choisie pour incarner le personnage de Mel O' Connor dans The Seed, un thriller écologico-politique en co-production internationale (sortie prévue en 2023).

## Filmographie

### Cinéma
- 1994 : Le Petit chat de Xavier Durringer, Talents Cannes et ADAMI : propre rôle
- 2017 : De toutes mes forces de Chad Chenouga : professeure de français

### Télévision
- 1995 : Le Parasite de Patrick Dewolf : Collègue de Marion
- 1996 : Dans un grand vent de fleurs de Gérard Vergez : Sorenza Salvoni - Nomination 7 d'or en tant que meilleure actrice
- 1998 : Sands of Eden - La Guerre de l’eau de Marc Voizard : Caroline
- 1998 : Intime Conviction de John Lvoff : Paule Galène
- 1999 : La Bascule de Marco Pico - Fanny Beaucart
- 1998 : Nestor Burma de Philippe Niang : Virginie (épisode Mise à prix)
- 2000 : La Bascule à deux de Thierry Chabert : Fanny Beaucart
- 2001 : Le Châtiment du Makhila de Michel Sibra : Lisa Mauric
- 2001 : Les Monos - Force 2 de Luc Boland : Lorraine (saison 1, épisode 7)
- 2001 : Roger et Fred - Bordilles - Pierre Joassin[incompréhensible]
- 2002 : Joséphine, ange gardien de David Delrieux : Kalina (saison 6, épisode 3 : La Plus haute marche)
- 2003 : Sauveur Giordano de Pierre Joassin, épisode Transports dangereux : Marie Devolder (saison 1, épisode 5)
- 2004 : La Crim' de Vincent Monnet - Louviers (saison 10, épisodes 55—60)
- 2004 : Premiers secours de Didier Delaître : Solange Meyer (épisode Un enfant en péril)
- 2004 : Roger et Fred - Bordilles – Joyce Bunuel - Isabelle[incompréhensible]
- 2004 : Le Père Goriot de Jean-Daniel Verhaeghe : Anastasie de Restaud
- 2005 : Les Cordier, juge et flic de Paul Planchon : Delphine (épisode Angela, saison 14, épisode 3)
- 2006 : Navarro de Jean Sagols (épisode Seconde Chance, saison 19, épisode 3)
- 2006 : Jeanne Poisson, marquise de Pompadour de Robin Davis : Élisabeth de Brunoy
- 2010 : Engrenages de Jean-Marc Brondolo : Valérie Courcelles (saison 3, épisodes 7—9)
- 2012 : Antigone 34 de Roger Simonsz : Procureur
- 2014 : Rosemary's Baby d'Agnieszka Holland : Victoria Plaisir
- 2015 : Meurtres en Bourgogne de Jérôme Navarro : Zora Khedim
- 2016 : Pacte Sacré de Marion Sarraut - Muguette
- 2016 : Box 27 d'Arnaud Sélignac : Mme Robert
- 2017 : La Soif de Vivre : Lorenzo Gabriele
- 2017 : Nina : Emmanuelle Dubergey (épisodes 23—25)
- 2017 : L'Épreuve d'amour d'Arnaud Sélignac
- 2017 : La Stagiaire de Stéphane Kappes : Charline Duquenne (saison 2, épisode 1)
- 2017 : Commissaire Magellan d'Éric Duret : Marie Orsini (épisode 26 : Saignac Circus)
- 2022 : The Seed d'Alexander Dierbach : Mel O’ Connor (épisodes 1—6 en post-production)

### Publicités
- Renault, Chambourcy, Twix, Ducros, Fruit d'or, Crédit mutuel, Feta Salakis[5],[12].

### Clips musicaux
- Caché derrière de Laurent Voulzy[6].
- Que mon cœur lâche de Mylène Farmer, réalisé par Luc Besson[9].

### Voix
- Voix off des publicités des Galeries La Fayette, Sensodyne, Neutrogena, Calor, Le Journal du Dimanche, Voici, Canal +, Nicky Paris[5].
- Voice-over des documentaires Netflix (Un)well, Dis-lui oui, Skin Decision, Connected[12].

### Distinction
- 1997 : Nommée pour le 7 d'or de la meilleure comédienne pour Dans un grand vent de fleurs[1],[12].